# 蜂須賀重矩
蜂須賀 重矩（はちすか しげのり）は、江戸時代中期の阿波国徳島藩の世嗣。官位は従四位下・民部大輔。

## 略歴
6代藩主・蜂須賀宗員の次男として誕生。幼名は文太郎、初名は充矩（みつのり）。
父の死後、幼少だったため家督を継げず、8代藩主・蜂須賀宗鎮の養子となる。延享4年（1747年）に徳川家重に拝謁し叙任、またその偏諱を受けて重矩と改名する。しかし、家督を継ぐことなく寛延4年（1751年）に23歳で早世した。
代わって、従弟にあたる重隆が養子に迎えられ嫡子となる（しかし、これものちに廃嫡された）。